# Католицизм в Лаосе

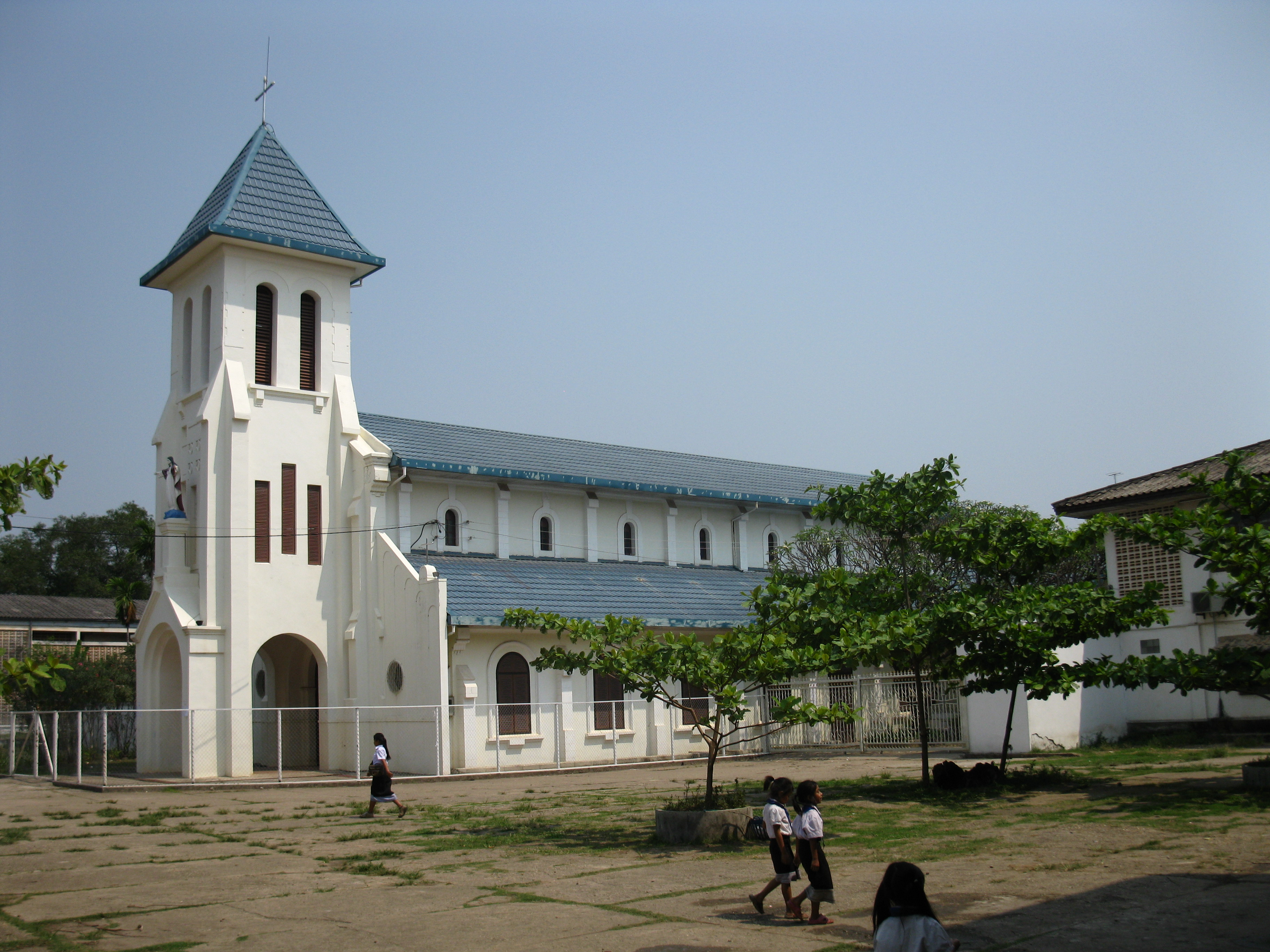
Церковь Святого Сердца Иисуса Христа, Вьентьян, Лаос

Католицизм в Лаосе или Католическая Церковь в Лаосе является частью всемирной Римско-Католической Церкви. Католическая Церковь в Лаосе насчитывает около 45 тысяч католиков, большая часть которых является вьетнамцами. Католики живут в основном в крупных городах и прилегающих к ним районах, располагающихся вдоль реки Меконг в центральных и южных районах страны.

## История

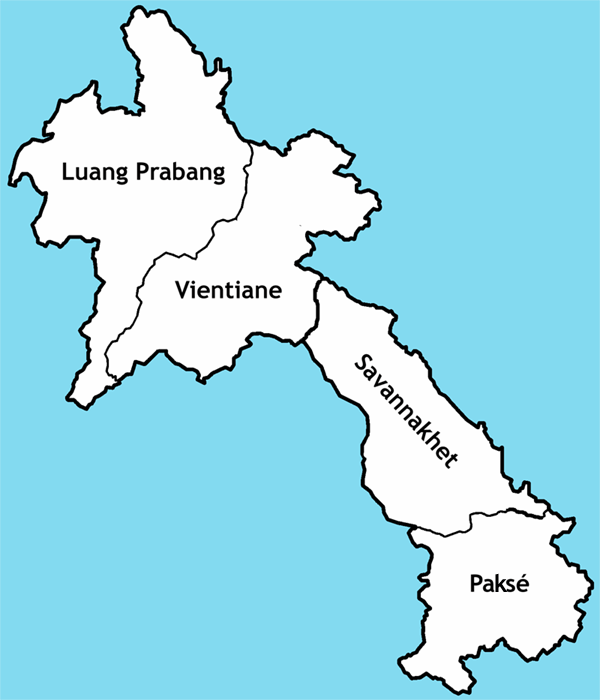
Карта расположения Апостольских викариатов в Лаосе

Первый католический миссионер Джованни Лейра из Италии посетил Лаос около 1630 года. В 1666 году священник из Апостольского викариата Сиама обратил в католицизм лаосскую деревню в Сиаме. В 1688 году в Сиаме произошел государственный переворот, из-за которого католическим миссионерам был запрещен доступ во внутренние районы Сиама. Этот запрет действовал вплоть до XIX века. Деятельность Католической церкви в этом районе сосредоточилась вдоль границ с Вьетнамом. В 1881 году два миссионера из Парижского общества заграничных миссий начали выкупать рабов из Лаоса и обращать их в католицизм. За десять лет было создано девять новых католических общин из бывших рабов. В 1896 году во Вьентьяне была построена первая в Лаосе католическая часовня. В 1899 году Святым Престолом был учрежден Апостольский викариат Лаоса. В 1929 году католическими миссионерами начали проповедовать католицизм на севере Лаоса, в провинции Луангпрабанга. В 1952 году Ватиканом был образован Апостольский викариат Вьентьяна, в 1958 году — Апостольский викариат Савваннкхет, в 1963 году — Апостольский викариат Луангпрабанга, в 1967 году — Апостольский викариат Паксе.
После прихода к власти коммунистических властей в 1975 году деятельность Католической церкви была запрещена. Иностранные миссионеры были высланы. С 1991 года лаосское правительство декларировало беспрепятственную деятельность религиозным общинам. Несмотря на ст. 9 Конституции Лаоса, в которой декларируется свобода деятельности религиозных общин в стране, лаосское правительство препятствует деятельности Католической церкви на севере страны. Епископ Апостольского викариата Луангпрабанга не может посещать общины, находящиеся в его викариате и постоянно находится в столице Лаоса Вьентьяне.

## Статистика
В Лаосе находятся 123 католических прихода, работают три епископа, 15 священников (из них два монаха) и 76 монахинь. В стране действуют четыре Апостольских викариата Луангпрабанга, Вьентьяна, Саваннакхета и Паксе.

## Галерея

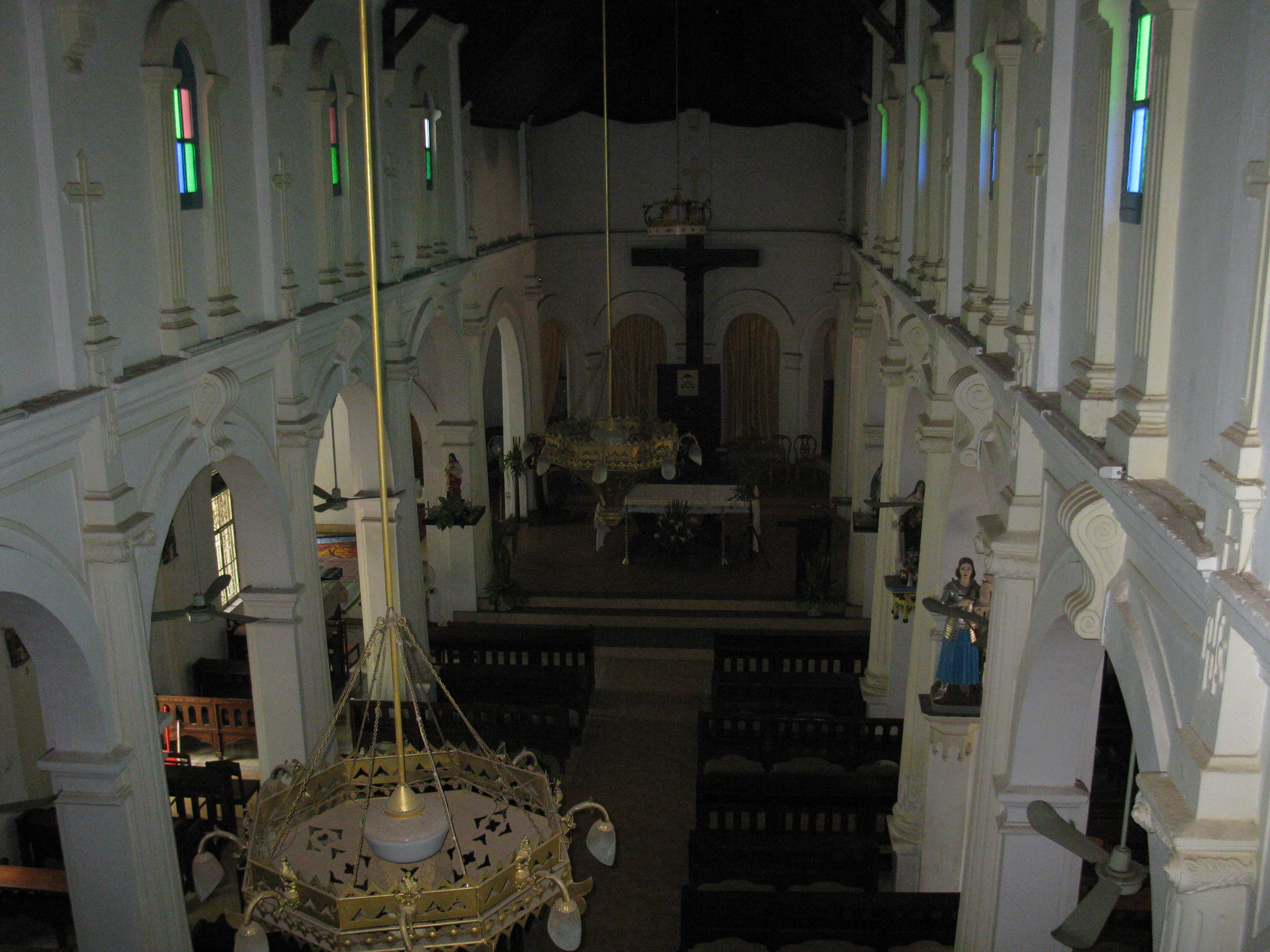
Церковь Святого Сердца Иисуса, Вьентьян
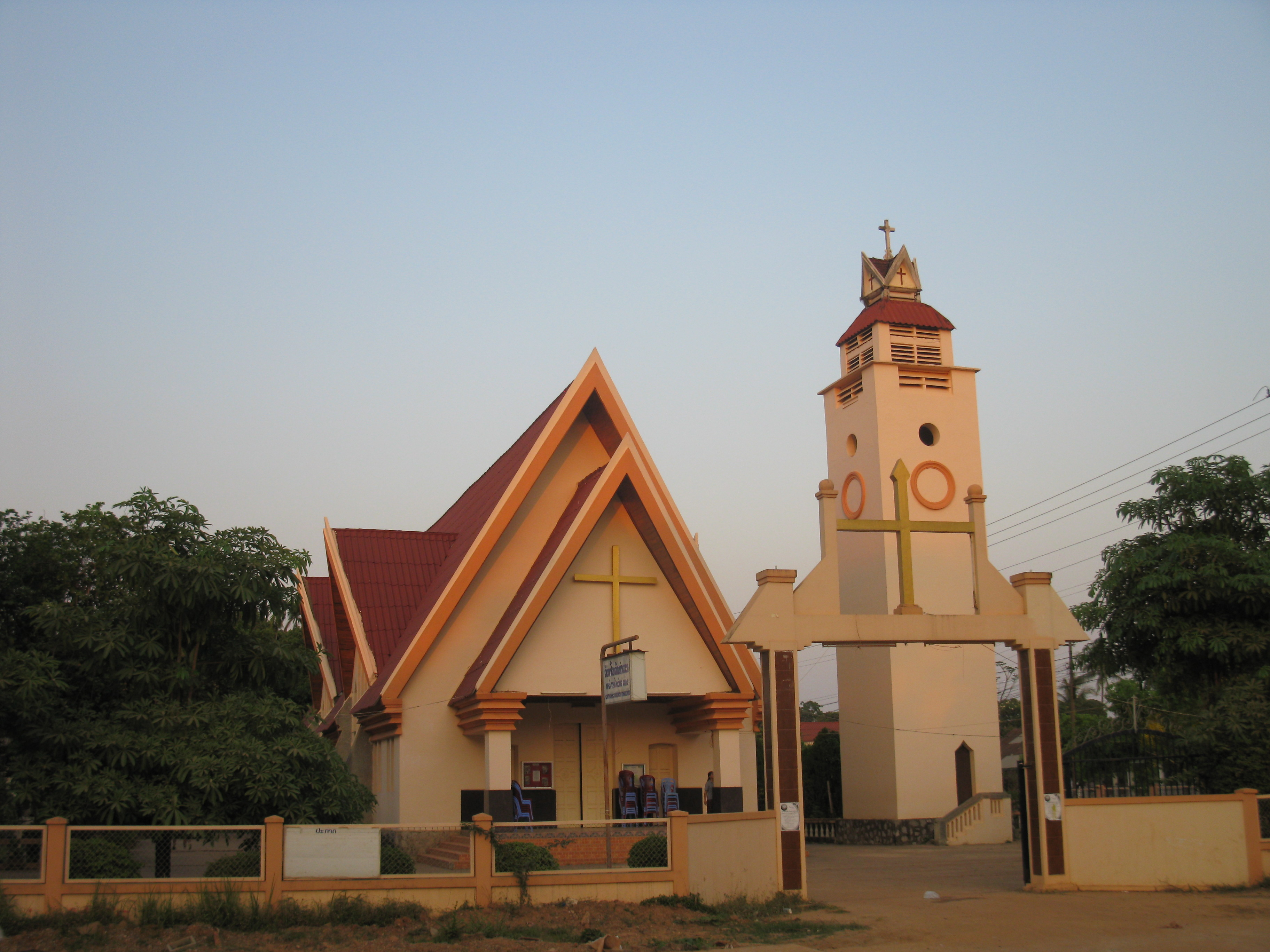
Католическая Церковь, Тхакхек
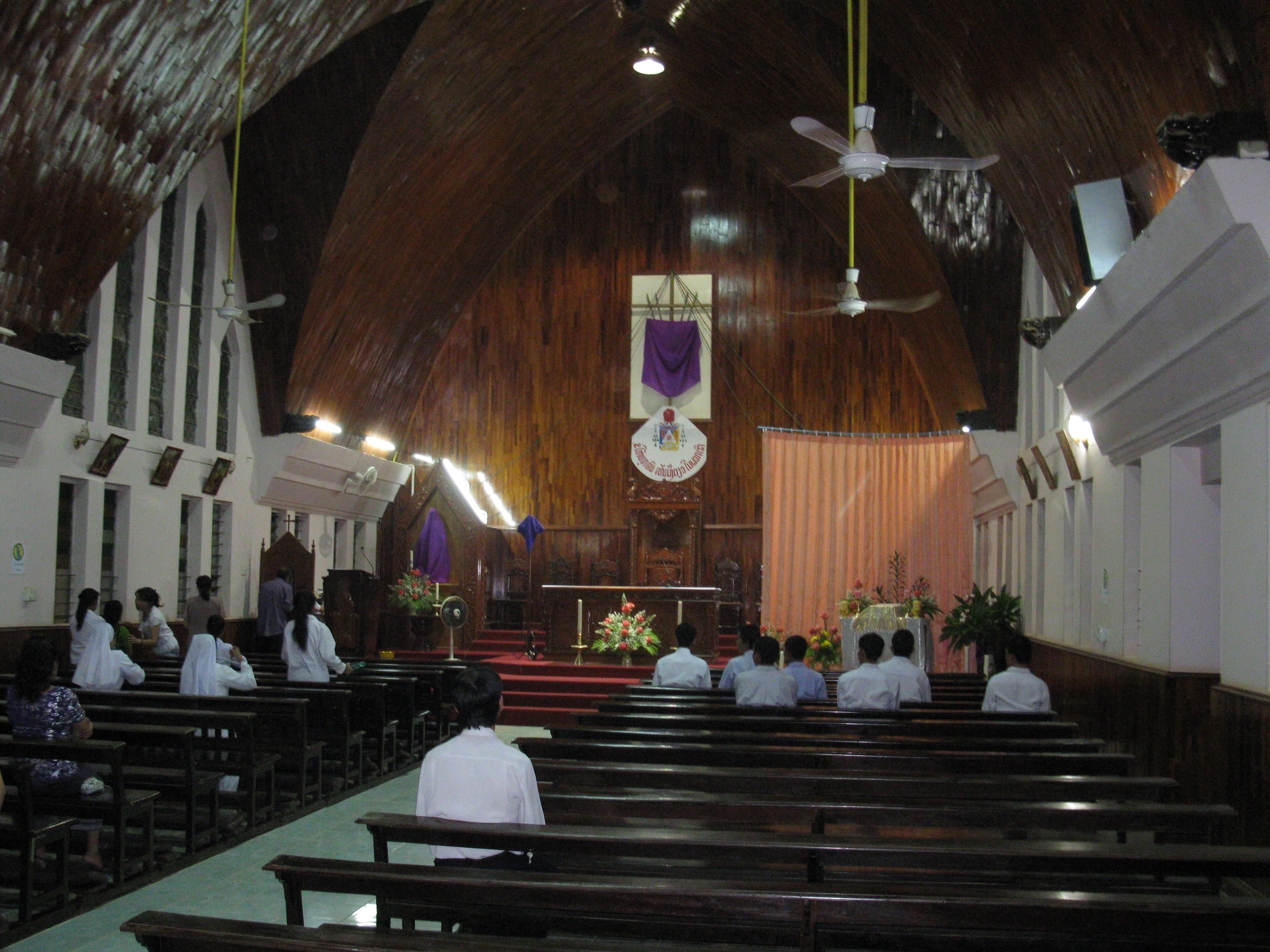
Католическая Церковь, Тхакхек
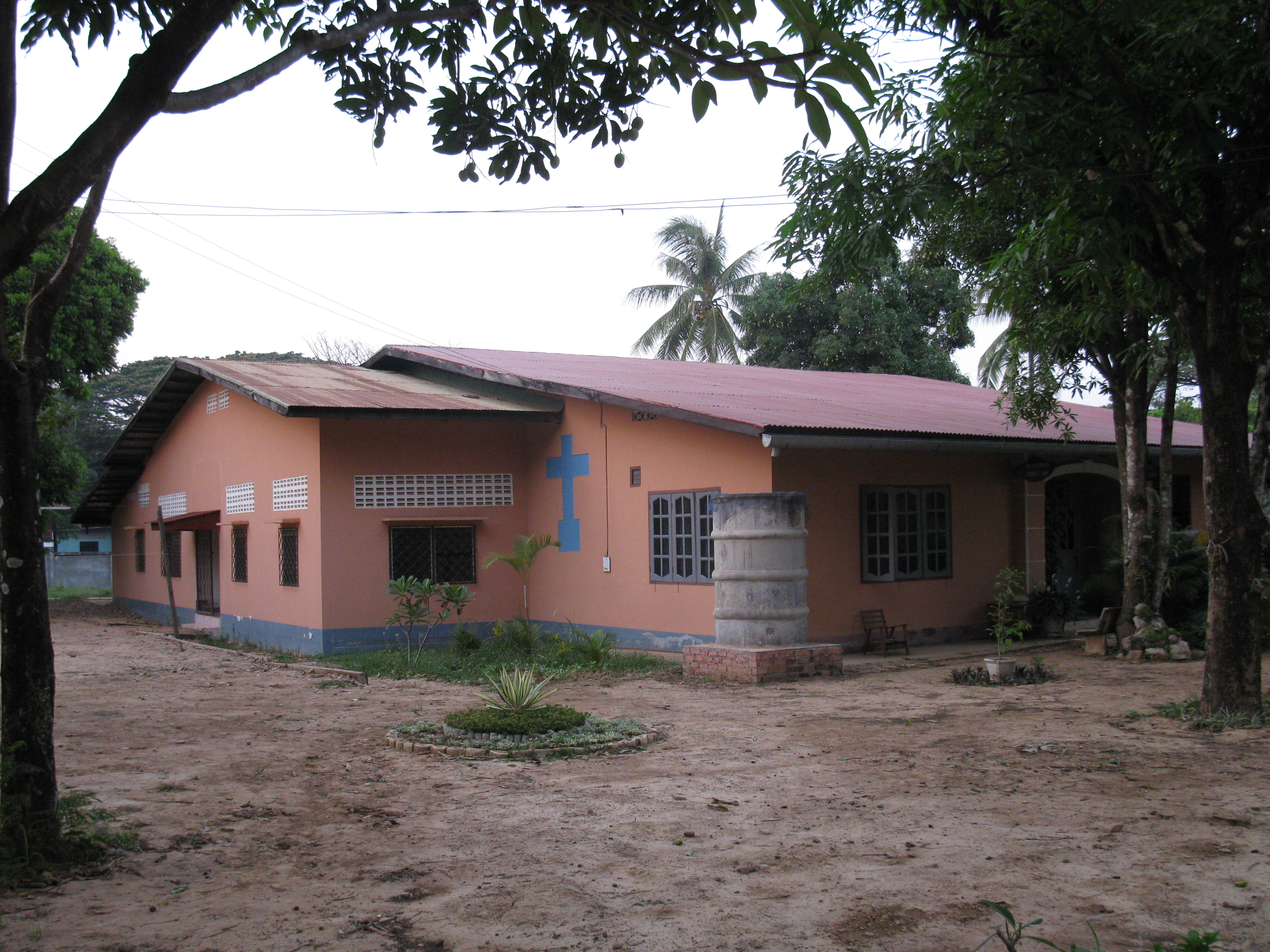
Начальная семинария, Тхакхек

## Источник
- Католическая Энциклопедия, т. 2, изд. Францисканцев, М., 2005, стр. 1502—1503, ISBN 5-89208-054-4